# Зукри
Зукри — конфедерация племен езидов, до 1917 г. жившая к востоку от озера Ван вплоть до турецко-персидской границы. Зукри говорили на своем собственном наречии «челой» курдского языка (курманджи). После занятия русскими Вана в 1915 г. поддержали русских; после развала Кавказского фронта подверглись резне со стороны турок и курдов-мусульман и были вынуждены бежать сначала в Карс, затем в Эриванскую губернию (откуда впоследствии многие зукри переселились в Тифлис). Один из лидеров зукри, Джангир-ага, организовал отряд в 1500 всадников, успешно сражавшийся с турками в составе армянской армии, чем настолько прославил себя и своё племя, что его стали называть «племенем Джангир-аги».